# Liste der Bodendenkmale im Landkreis Rotenburg (Wümme)

Landkreis Rotenburg (Wümme) in Niedersachsen

In der Liste der Bodendenkmale im Landkreis Rotenburg (Wümme) sind die Bodendenkmale im Landkreis Rotenburg (Wümme) aufgeführt. Die Quelle ist der Denkmalatlas Niedersachsen. Die Angaben in den einzelnen Listen ersetzen nicht die rechtsverbindliche Auskunft der zuständigen Denkmalschutzbehörde.

## Übersicht
In den Gemeinden
- Fintel
- Lauenbrück
- Lengenbostel
- Sottrum
- Stemmen
- Wilstedt

sind keine Bodendenkmale verzeichnet.
| Bild | Gemeinde                  | Bodendenkmalliste                                 | Wappen            | Lage | Ortsteile |
| ---- | ------------------------- | ------------------------------------------------- | ----------------- | ---- | --- |
|      | Ahausen                   | siehe Ortsteile                                   |                   |      | - Ahausen - Eversen |
|      | Alfstedt                  | Liste der Bodendenkmale in Alfstedt               |                   |      | |
|      | Anderlingen               | siehe Ortsteile                                   |                   |      | - Anderlingen - Fehrenbruch - Grafel - Ohrel |
|      | Basdahl                   | siehe Ortsteile                                   |                   |      | - Basdahl - Oese - Volkmarst |
|      | Bothel (Niedersachsen)    | Liste der Bodendenkmale in Bothel (Niedersachsen) |                   |      | |
|      | Breddorf                  | siehe Ortsteile                                   |                   |      | - Breddorf - Breddorfermoor - Ehebrock - Hanstedt |
|      | Bremervörde               | siehe Ortsteile                                   |                   |      | - Bevern - Bremervörde - Elm - Hesedorf - Hönau-Lindorf - Iselersheim - Mehedorf - Minstedt - Nieder Ochtenhausen - Ostendorf - Plönjeshausen - Spreckens                           |
|      | Bötersen                  | siehe Ortsteile                                   |                   |      | - Bötersen - Höperhöfen - Jeerhof |
|      | Brockel                   | siehe Ortsteile                                   | führt kein Wappen |      | - Bellen - Brockel |
|      | Bülstedt                  | siehe Ortsteile                                   |                   |      | - Bülstedt - Osterbruch - Steinfeld |
|      | Deinstedt                 | siehe Ortsteile                                   |                   |      | - Deinstedt - Hastenbeck - Löh - Malstedt - Stüh - Rohr - Visoh |
|      | Ebersdorf (Niedersachsen) | siehe Ortsteile                                   |                   |      | - Ebersdorf - Neu Ebersdorf - Westerbeck |
|      | Elsdorf (Niedersachsen)   | siehe Ortsteile                                   |                   |      | - Badenhorst - Bockhorst - Ehestorf - Frankenbostel - Hatzte - Nindorf - Poitzendorf - Rüspel - Volkensen                                                                           |
|      | Farven                    | siehe Ortsteile                                   |                   |      | - Byhusen - Farven - Steinberg |
|      | Gnarrenburg               | siehe Ortsteile                                   |                   |      | - Augustendorf - Barkhausen - Brillit - Fahrendorf - Findorf - Glinstedt - Gnarrenburg - Karlshöfen - Klenkendorf - Kuhstedt - Kuhstedtermoor - Langenhausen                        |
|      | Groß Meckelsen            | siehe Ortsteile                                   |                   |      | - Groß Meckelsen - Kuhmühlen |
|      | Gyhum                     | siehe Ortsteile                                   |                   |      | - Bockel - Gyhum - Hesedorf - Nartum - Wehldorf |
|      | Hamersen                  | Liste der Bodendenkmale in Hamersen               |                   |      | |
|      | Hassendorf                | Liste der Bodendenkmale in Hassendorf             |                   |      | |
|      | Heeslingen                | siehe Ortsteile                                   |                   |      | - Boitzen - Freyersen - Heeslingen - Meinstedt - Sassenholz - Steddorf - Weertzen - Wense - Wiersdorf                                                                               |
|      | Helvesiek                 | Liste der Bodendenkmale in Helvesiek              |                   |      | |
|      | Hellwege                  | siehe Ortsteile                                   |                   |      | - Auf der Meente - Breitenfeldermoor - Hellwege - Stelle |
|      | Hemsbünde                 | siehe Ortsteile                                   |                   |      | - Hassel - Hastedt - Hemsbünde - Worth |
|      | Hemslingen                | Liste der Bodendenkmale in Hemslingen             |                   |      | |
|      | Hepstedt                  | Liste der Bodendenkmale in Hepstedt               |                   |      | |
|      | Hipstedt                  | siehe Ortsteile                                   |                   |      | - Heinschenwalde - Hipstedt |
|      | Kalbe                     | Liste der Bodendenkmale in Kalbe (Niedersachsen)  |                   |      | |
|      | Kirchtimke                | siehe Ortsteile                                   |                   |      | - Kirchtimke - Ostertimke |
|      | Kirchwalsede              | siehe Ortsteile                                   |                   |      | - Düsternheide - Federlohmühlen - Kirchwalsede - Riekenbostel - Weißenmoor |
|      | Klein Meckelsen           | siehe Ortsteile                                   |                   |      | - Klein Meckelsen - Langenfelde - Marschhorst |
|      | Oerel                     | siehe Ortsteile                                   |                   |      | - Barchel - Glinde - Oerel |
|      | Ostereistedt              | siehe Ortsteile                                   |                   |      | - Ostereistedt - Rockstedt |
|      | Reeßum                    | siehe Ortsteile                                   |                   |      | - Clüversborstel - Reeßum - Schleeßel - Taaken |
|      | Rhade                     | siehe Ortsteile                                   |                   |      | - Rhade - Rhadereistedt |
|      | Rotenburg (Wümme)         | siehe Ortsteile                                   |                   |      | - Rotenburg - Unterstedt - Waffensen |
|      | Sandbostel                | siehe Ortsteile                                   |                   |      | - Altenburg - Falje - Gosehus - Heinrichsdorf - Hütten - Mintenburg - Ober Ochtenhausen - Sandbostel - Stoppelheide                                                                 |
|      | Scheeßel                  | siehe Ortsteile                                   |                   |      | - Abbendorf - Bartelsdorf - Hetzwege - Jeersdorf - Ostervesede - Scheeßel - Sothel - Westeresch - Westerholz - Westervesede - Wittkopsbostel - Wohlsdorf                            |
|      | Seedorf (bei Zeven)       | siehe Ortsteile                                   |                   |      | - Godenstedt - Seedorf |
|      | Selsingen                 | siehe Ortsteile                                   |                   |      | - Granstedt - Haaßel - Lavenstedt - Parnewinkel - Selsingen |
|      | Sittensen                 | Liste der Bodendenkmale in Sittensen              |                   |      | |
|      | Tarmstedt                 | Liste der Bodendenkmale in Tarmstedt              |                   |      | |
|      | Tiste                     | Liste der Bodendenkmale in Tiste                  |                   |      | |
|      | Vahlde                    | Liste der Bodendenkmale in Vahlde                 |                   |      | - Benkeloh - Riepe - Vahlde |
|      | Vierden                   | siehe Ortsteile                                   |                   |      | - Ippensen - Nüttel - Ramshausen - Vierden |
|      | Visselhövede              | siehe Ortsteile                                   |                   |      | - Bleckwedel - Buchholz - Dreessel - Drögenbostel - Hiddingen - Jeddingen - Kettenburg - Lüdingen - Nindorf - Ottingen - Rosebruch - Schwitschen - Wehnsen - Wittorf - Visselhövede |
|      | Vorwerk (Niedersachsen)   | siehe Ortsteile                                   |                   |      | - Buchholz - Dipshorn - Vorwerk |
|      | Westertimke               | Liste der Bodendenkmale in Westertimke            |                   |      | |
|      | Westerwalsede             | siehe Ortsteile                                   | führt kein Wappen |      | - Rahnhorst - Süderwalsede - Westerwalsede |
|      | Wohnste                   | Liste der Bodendenkmale in Wohnste                | führt kein Wappen |      | |
|      | Zeven                     | siehe Ortsteile                                   |                   |      | - Aspe - Badenstedt - Bademühlen - Brauel - Brümmerhof - Brüttendorf - Hemel - Oldendorf - Wistedt - Zeven                                                                          |

Ortsteile in schwarzer Schrift weisen keine Bodendenkmale aus.